# John Florio Prize
Il John Florio Prize for Italian translation è un premio letterario assegnato dalla Society of Authors ed è sponsorizzato dall'Istituto Italiano di Cultura a Londra e dall'Arts Council England. Intitolato allo scrittore-traduttore anglo-italiano John Florio, il premio è stato istituito nel 1963. Viene premiata la migliore traduzione inglese di un'opera italiana dall'alto valore letterario. Dal 1979 si svolge a cadenza biennale.

## Vincitori e finalisti

### Anni '60
- 1963
  - Donata Origo, per la traduzione di Il disertore di Giuseppe Dessì
  - Eric Mosbacher, per la traduzione di L'isola delle pescatrici di Fosco Maraini

- 1964
  - Angus Davidson, per la traduzione di Nuovi racconti romani di Alberto Moravia
  - E.R. Vincent, per la traduzione di Noterelle d'uno dei Mille edite dopo vent'anni di Giuseppe Cesare Abba[3][4]
  - H.S. Vere-Hodge, per la traduzione di Le Odi di Dante

- 1965
  - W.H. Darwell, per la traduzione di Dongo ultima azione di Pier Luigi Bellini delle Stelle e Urbano Lazzaro

- 1966
  - Stuart Woolf, per la traduzione di La tregua di Primo Levi
  - Jane Grigson e Kenelm Foster, per la traduzione di Dei delitti e delle pene di Cesare Beccaria

- 1967
  - Isabel Quigly, per la traduzione di La traduzione di Silvano Ceccherini

- 1968
  - Muriel Grindrod, per la traduzione di I papi del '900 di Carlo Falconi
  - Raleigh Trevelyan, per la traduzione di I piccoli maestri di Luigi Meneghello

- 1969
  - Sacha Rabinovitch, per la traduzione di Francesco Bacone. Dalla magia alla scienza di Paolo Rossi Monti
  - William Weaver, per la traduzione di Una vita violenta di Pier Paolo Pasolini

### Anni '70
- 1970
  - Angus Davidson, per la traduzione di Gusto neoclassico di Mario Praz

- 1971
  - William Weaver, per la traduzione di L'airone di Giorgio Bassani e Ti con zero di Italo Calvino

- 1972
  - Patrick Creagh, per Selected Poems di Giuseppe Ungaretti

- 1973
  - Bernard Wall, per la traduzione di Volete andarvene anche voi? Una vita di Cristo di Luigi Santucci

- 1974
  - Stephen M. Hellman, per la traduzione di Lettere dall'interno del PCI a Louis Althusser di Maria Antonietta Macciocchi

- 1975
  - Cormac O'Cuilleanain, per la traduzione di Cagliostro di Roberto Gervaso

- 1976
  - Frances Frenaye, per la traduzione di Paese d'ombre di Giuseppe Dessì

- 1977
  - Ruth Feldman e Brian Swann, per Shemà, Collected Poems of Primo Levi

- 1979
  - Quintin Hoare, per la traduzione di Scritti politici (1921-1926) di Antonio Gramsci

### Anni '80
- 1980
  - Julian Mitchell, per la traduzione di Enrico IV di Luigi Pirandello

- 1982
  - Christopher Holme, per la traduzione di Ebla. Un impero ritrovato di Paolo Matthiae

- 1984
  - Bruce Penman, per la traduzione di Cina di Gildo Fossati

- 1986
  - Avril Bardoni, per la traduzione di Il mare colore del vino di Leonardo Sciascia

- 1988
  - J.G. Nichols, per la traduzione di I colloqui di Guido Gozzano

### Anni '90
- 1990
  - Patrick Creagh, per la traduzione di Danubio di Claudio Magris
  - Patrick Creagh, per la traduzione di Argo il cieco di Gesualdo Bufalino

- 1992
  - William Weaver, per la traduzione di Le strade di polvere di Rosetta Loy
  - Tim Parks, per la traduzione di I beati anni del castigo di Fleur Jaeggy

- 1994
  - Tim Parks, per la traduzione di la traduzione di La strada di San Giovanni di Italo Calvino

- 1996
  - Emma Rose, per la traduzione di Casa materna di Marta Morazzoni

- 1998
  - Joseph Farrell, per la traduzione di Staccando l'ombra da terra di Daniele Del Giudice

### Anni 2000
- 2000
  - Martin McLaughlin, per la traduzione di Perché leggere i classici di Italo Calvino

- 2002
  - Stephen Sartarelli, per la traduzione di Principe delle nuvole di Gianni Riotta
  - Alastair McEwen, per la traduzione di Senior Service di Carlo Feltrinelli

- 2004
  - Howard Curtis, per la traduzione di Il ritorno di Edoardo Albinati

- 2006
  - Carol O'Sullivan e Martin Thom, per la traduzione di Kuraj di Silvia Di Natale
    - Secondo classificato: Aubrey Botsford, per la traduzione di La ballata delle canaglie di Enrico Remmert

- 2008

- - Peter Robinson, per la traduzione di Il prato più verde di Luciano Erba
    - Secondo classificato: Alastair McEwen, per la traduzione di L'isola del giorno prima di Umberto Eco

### Anni 2010
- 2010
  - Jamie McKendrick, per The Embrace: Selected Poems di Valerio Magrelli
    - Seconda classificata: Abigail Asher, per la traduzione di Il naturale disordine delle cose di Andrea Canobbio

- 2012
  - Anne Milano Appel, per Il buio e il miele di Giovanni Arpino
    - Secondo classificato: Howard Curtis, per Nel mare ci sono i coccodrilli di Fabio Geda

- 2014
  - Patrick Creagh, per la traduzione di Memoria del vuoto di Marcello Fois
    - Seconda classificata: Cristina Viti, per la traduzione di La vita accanto di Mariapia Veladiano

- 2016
  - Jamie McKendrick, per Archipelago di Antonella Anedda
    - Secondo classificato: Richard Dixon, per la traduzione di Numero zero di Umberto Eco

- 2018
  - Gini Alhadeff, per la traduzione di Sono il fratello di XX di Fleur Jaeggy
    - Seconda classificata: Cristina Viti, per la traduzione di Stigmate di Gëzim Hajdari

### Anni 2020
- 2020
  - Jhumpa Lahiri, per la traduzione di Scherzetto di Domenico Starnone[5]
    - Seconda classificata: Jenny McPhee, per la traduzione di Il ballo al Kremlino di Curzio Malaparte

- 2022
  - Nicholas Benson e Elena Coda, per la traduzione di Il mio Carso di Scipio Slataper
    - Secondi classificati: J Ockenden, per la traduzione di Neve, cane, piede di Claudio Morandini - Tim Parks, per la traduzione di La casa in collina e La luna e i falò di Cesare Pavese

- 2024
  - Jenny McPhee, per la traduzione di Menzogna e sortilegio di Elsa Morante[6]
    - Secondo classificato: Brian Robert Moore, per la traduzione di Tetto murato di Lalla Romano